# برنج
الإِمْبيلِيَّة أو الفِيدَنْجَة أو البَرْنَق أو البَرِنْج أو البِرَنْجُ (الاسم العلمي:Embelia) هي جنس من النباتات تتبع القبيلة المرسيناوية من أسرة المرسيناوات.

## أنواع الإمبيلية
- إمبيلية متينة
- إمبيلية إجاصية الأوراق
- إمبيلية إسفينية
- إمبيلية إهليلجية
- إمبيلية أرفاكية
- إمبيلية أسترالية
- إمبيلية آسية
- إمبيلية بابويانية
- إمبيلية باسيفيكية
- إمبيلية بالاوية
- إمبيلية براسية
- إمبيلية بورنيونية
- إمبيلية بيضوية
- إمبيلية بيضوية الأوراق
- إمبيلية ثنائية الأزهار
- إمبيلية جاوية
- إمبيلية جزر القمر
- إمبيلية جلدية
- إمبيلية جيراردية
- إمبيلية خضراء الأزهار
- إمبيلية زولنغرية
- إمبيلية زيتونية الأوراق
- إمبيلية شبه قلبية
- إمبيلية شمبرية
- إمبيلية شمشادية الأوراق
- إمبيلية صغيرة الكأسية
- إمبيلية طويلة الأوراق
- إمبيلية عديدة الأسدية
- إمبيلية غراي
- إمبيلية غينيا الجديدة
- إمبيلية فلبينية
- إمبيلية فلفيتشية
- إمبيلية قاسية
- إمبيلية كبيرة الأزهار
- إمبيلية كبيرة الثمار
- إمبيلية كثيرة الأزهار
- إمبيلية كثيرة الأقدام
- إمبيلية كينية
- إمبيلية لاطئة الأزهار
- إمبيلية لوزونية
- إمبيلية لوهيرية
- إمبيلية متطاولة الأوراق
- إمبيلية متعددة الأزهار
- إمبيلية متناسقة
- إمبيلية مدغشقرية
- إمبيلية معترشة
- إمبيلية ملدبريدية
- إمبيلية نيلية
- إمبيلية هنرية
- إمبيلية وضيعة
- إمبيلية ويتفوردية